# Tatsuya Shiji
Tatsuya Shiji (n. 20 octombrie 1938) este un fost fotbalist japonez.

## Statistici
| Japonia | Japonia | Japonia |
| An      | Meciuri | Goluri  |
| ------- | ------- | ------- |
| 1961    | 1       | 1       |
| Total   | 1       | 1       |